# Susanne Standish-White
Susanne Standish-White (sinh ngày 3 tháng 11 năm 1956) là một tay chèo người Zimbabwe. Bà đã tham gia nội dung cặp đôi coxless nữ tại Thế vận hội Mùa hè 1992.